# Kevin Shackelford
Pour les articles homonymes, voir Shackelford.
Kevin Russell Shackelford (né le 7 avril 1989 à Charlotte, Caroline du Nord, États-Unis) est un lanceur de relève droitier des Reds de Cincinnati de la Ligue majeure de baseball.

## Carrière
Joueur du Thundering Herd de l'université Marshall, Kevin Shackelford est choisi par les Brewers de Milwaukee au 21e tour de sélection du repêchage de 2010. Il joue principalement comme receveur à l'université mais, malgré ses aptitudes évidentes à cette position, éprouve d'énormes problèmes à l'attaque : il ne frappe que pour ,095 à sa première année et augmente sa moyenne au bâton à seulement ,226 la saison suivante. À sa 3e année d'université, Shackleford, un droitier, obtient un essai comme lanceur. C'est comme lanceur qu'il fait son chemin en ligues mineures dans l'organisation des Brewers de Milwaukee.
Avec Barrett Astin, un autre lanceur droitier des ligues mineures, Shackelford est le 31 août 2014 échangé des Brewers aux Reds de Cincinnati en retour du vétéran lanceur de relève droitier Jonathan Broxton.
Shackelford fait ses débuts dans le baseball majeur avec Cincinnati le 29 juin 2017.